# Výzkumný ústav keramiky Plzeň
Výzkumný ústav keramiky Plzeň, státní podnik (zkratka VÚKE) byla československá a později česká výzkumná organizace ve formě státního podniku spadající pod Ministerstvo průmyslu ČR pro odvětví Výzkum a vývoj v průmyslu stavebních hmot.
Ústav vznikl v roce 1951 pod Československými keramickými závody pod názvem Vědecko-výzkumný ústav hrubé keramiky. Původní ředitelství bylo umístěno v Horní Bříze, v 80. letech bylo přesunuto do Plzně, avšak v Horní Bříze zůstalo pracoviště ústavu. Další pracoviště bylo v Borovanech, závod Calofrig. Dodnes se ulice v Horní Bříze nazývá U Výzkumného ústavu keram.
V roce 1988 se stal ředitelem Ing. Zdeněk Engelthaler CSc., poradce OSN pro keramiku. 1. dubna 1990 se výzkumný ústav osamostatnil a stal se zakládajícím členem Silikátového svazu.
Transformace státních podniků během 90. let znamenala rozdělené ústavu mezi společnosti ELECT — ELEKTRONICKÉ SYSTÉMY, s.r.o., Vysokotepl. a užitk. keram., s.r.o. a IDEA-Industrial Development Agency s.r.o. Ke zrušení státního podniku došlo 4. února 1998.